# Tirol 1809

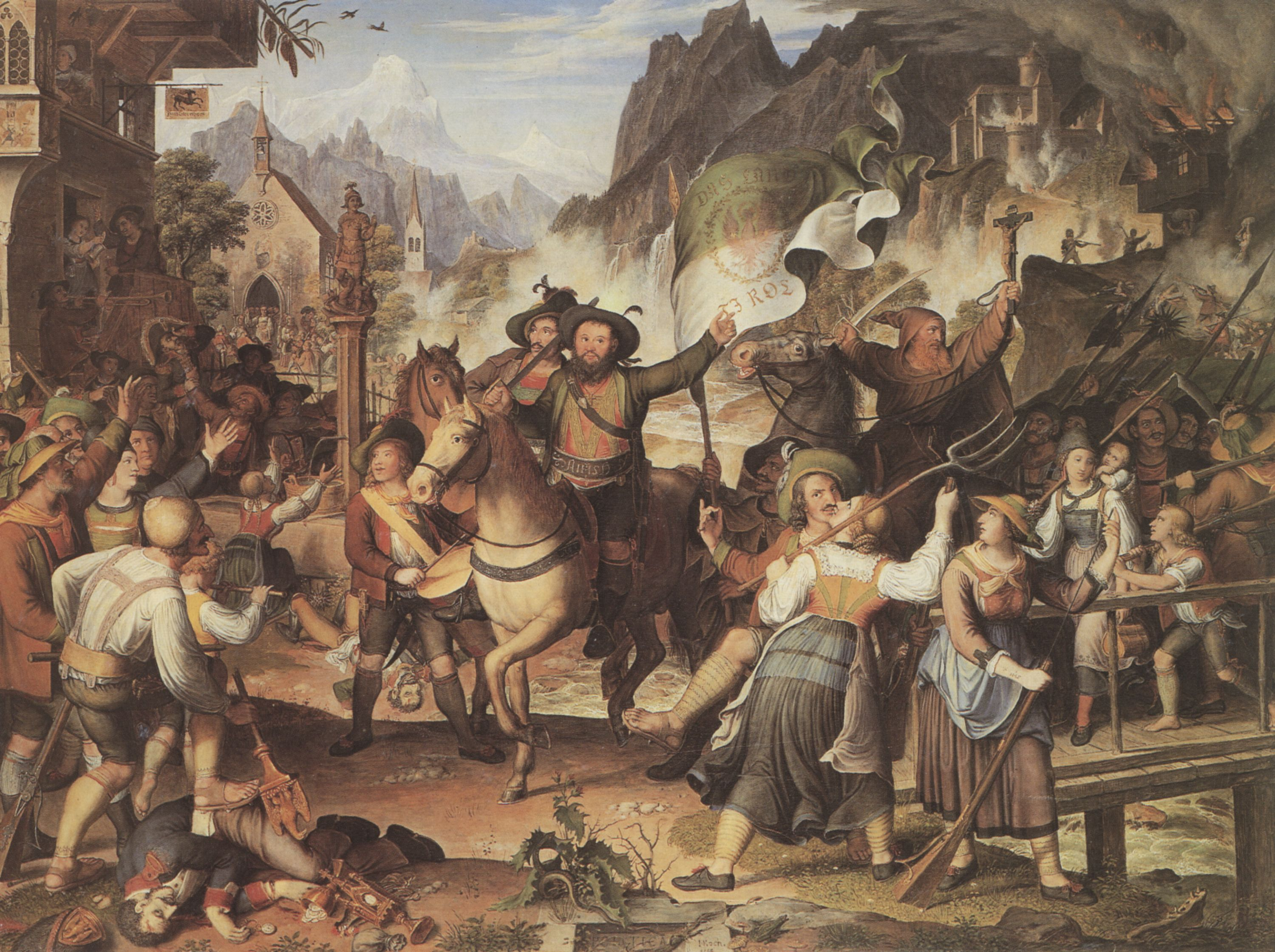
Tiroler Landsturm 1809; Gemälde von Joseph Anton Koch (um 1820)

Tirol 1809 ist eine 1952 komponierte Suite für Blasorchester in drei Sätzen von Sepp Tanzer. Das Stück gilt als ein Markstein im Bereich der Original-Blasmusikliteratur. Inhaltlich behandelt das Werk den Tiroler Volksaufstand von 1809.

## Entstehungsgeschichte
Vor dem Zweiten Weltkrieg spielten viele Musikkapellen hauptsächlich Märsche aus der Militärtradition oder Bearbeitungen klassischer Werke. So setzte sich Sepp Tanzer neben seinem Lehrer Josef Eduard Ploner besonders für neue Werke im Bereich der Original-Blasmusikliteratur ein. So entstand etwa um das Jahr 1950 die Sinfonie in Es-Dur für Blas-Orchester von Josef Eduard Ploner, die von Sepp Tanzer instrumentiert wurde. Tirol 1809 steht ganz im Zeichen dieser Bestrebungen neuer Originalwerke, komponiert hatte es Tanzer für einen 1952 in Tirol ausgeschriebenen Blasmusik-Kompositionswettbewerb, wofür er den ersten Preis erhielt.
Neben der Sinfonie in Es-Dur gibt es für Tanzer aber auch Vorbilder der klassischen Musik wie etwa die Ouvertüre 1812 von Pjotr Iljitsch Tschaikowski.

### Historischer Hintergrund
Die Suite handelt vom Tiroler Volksaufstand, ein Aufstand der Tiroler Bevölkerung gegen die bayrische Besatzung vor dem Hintergrund des Fünften Koalitionskrieges im Jahre 1809. Unter der maßgeblichen Führung Andreas Hofers wurde das Land im Frühjahr 1809 von der bayerisch-französischen Besatzung befreit und bis zum Herbst verteidigt. Erst im November und Dezember 1809 konnten die napoleonischen Truppen das Land erneut besetzen und ihre Herrschaft wieder festigen.

### Zeitgeschichtlicher Bezug
Obwohl Tirol 1809 mit den historischen Ereignissen rund um den Tiroler Volksaufstand 1809 und die Person Andreas Hofer ein mehr oder weniger konkretes Programm hat, gibt es einen starken Bezug zur Situation Anfang der 1950er Jahre in Tirol. Sepp Tanzer, der in der NS-Zeit Gaumusikleiter des Gaus Tirol-Vorarlberg war, hatte seine Wurzeln in Südtirol. Die Bestrebungen, Südtirol wieder an Österreich anzugliedern, wurde bereits von Hitler durch das Hitler-Mussolini-Abkommen zunichtegemacht, und ebenso festgefahren stellte sich die Situation nach Ende des Zweiten Weltkrieges dar. So ist der Südtiroler Andreas Hofer nicht nur als historischer Held, sondern auch mit ganz starkem Bezug auf die Einheitsbestrebungen Tirols nach dem Zweiten Weltkrieg zu betrachten.
Des Weiteren sind die zahlreichen anti-französischen Lieder, die verarbeitet werden, neben dem historischen Kontext 1809 auch in der Weise zu betrachten, dass sich Tirol von 1945 bis 1955 unter französischer Besatzung befand.

## Aufbau
Das Werk dauert etwa 16 Minuten; mit der barocken Suite hat das Werk eher nichts zu tun, es erinnert vielmehr an eine Battaglia. Das Werk besteht aus drei Sätzen:
1. Aufstand
2. Kampf am Berg Isel
3. Sieg

### 1. Satz – Aufstand
Der erste Satz verarbeitet vornehmlich das Lied Den Stutzn hear! von Johann Friedrich Primisser (1796), welches jedoch im Gegensatz zum Originallied zunächst in Moll erklingt. Das Lied beginnt im Original mit dem Text: „Den Stutzn hear, beim Saggara, was wölln denn die Franzosn? Hö? moanen sie mit ihrem Gschroa, miar habns Herz in d’Hosen?“, womit gleich zu Beginn klargestellt wird, wer „die Bösen“ sind. Nach der Einleitung in Moll wird das Lied von zwei Piccoloflöten, welche die Schwegelpfeifen der Schützen darstellen, in Begleitung von Marschtrommeln vorgestellt und vom vollen Orchester aufgenommen. Teile des Themas werden daraufhin wieder in Moll in ein Motiv der Hoffnungslosigkeit verarbeitet, welches sich immer mehr steigert und in einem Fortissimo in Moll endet.

### 2. Satz – Kampf am Berg Isel
Nachdem zu Beginn des zweiten Satzes noch einmal das Motiv des ersten Satzes im unisono von Tenorhörnern und Tuben erklingt geht es direkt in den Choral Wach auf, wach auf, du deutsches Land über. Dieser Choral des deutschen Kantors Johann Walter (1496–1570) wurde in der NS-Zeit seitens der Nationalsozialisten oft für die eigene Position reklamiert. Darauf anschließend folgt ein Trompetensignal, das in das Lied Tiroler lasst uns streiten übergeht. Der folgende Verlauf beschreibt die Kampfhandlungen in der Tiroler lasst uns streiten gegen die französische Marseillaise kämpft, ganz ähnlich Tschaikowskis Ouvertüre 1812, bis am Schluss die Marseillaise in Moll erklingt und „verliert“.

### 3. Satz – Sieg
Im Gegensatz zu den historischen Ereignissen endet die Suite mit dem Sieg. Aus dem verklungenen Schlachtengetümmel klingt eine zarte Melodie im Flügelhorn, welche in ein weiteres anti-französisches Lied, das Spingeser Schlachtlied („Iaz wöll’n mar gien, n’Franzosn z’gög’n gian“, 1797) übergeht. Nach einem lyrischen Cantabile, das an eine Alpenweise erinnert, ist ein wuchtiges Bass-Thema zu hören, die Suite endet schließlich mit einem Grandioso.